# Leptanthura tenuis
Leptanthura tenuis is een pissebed uit de familie Leptanthuridae. De wetenschappelijke naam van de soort is voor het eerst geldig gepubliceerd in 1873 door Sars.